# Petelia trifascia
Petelia trifascia là một loài bướm đêm trong họ Geometridae.